# Dočasně vyhrazený prostor
Dočasně vyhrazený prostor, označovaný jako TSA (angl. Temporary Segregated Area ), je část vzdušného prostoru, která slouží k ochraně nízko letících vojenských letadel. 
Spodní hranice TSA je obvykle ve výšce 100 m (300 ft) nad terénem a horní ve výšce 300 m (1000 ft) nad terénem. Přesné informace o omezeních lze vyčíst z Ais View (http://aisview.rlp.cz).
Horizontální hranice oblasti má tvar úzkého lomeného pásu cca 5 km širokého (odtud slangové označení "nudle"). Většinou navazuje jedním koncem na CTR vojenského letiště a druhým na TRA kolem letecké střelnice.
TSA se využívá pro lety vojenských letadel v malé výšce a vysokou rychlostí (připomeňme že do 300 m AGL (ve třídě G) je možné letět maximálně 250 KT (460 km/h) IAS). V malé výšce a ve velké rychlosti pilot nemůže zajišťovat rozestup od ostatního provozu sám a nemůže mu je zajistit ani stanoviště ŘLP (nízkoletící letadla nemusí být na radaru vidět). Proto se tyto letouny chrání prostorem TSA který v době jeho aktivace (obsazení) nemůže jiný provoz narušit. Vstup do tohoto prostoru nebude tedy v době jeho aktivace povolen.